# Wang Fanxi
 (mai 2018).
Dans ce nom chinois, le nom de famille, Wang, précède le nom personnel.
Pour les articles homonymes, voir Wang (patronyme).
Wang Fanxi (chinois simplifié : 王凡西 ; pinyin : wáng fánxī), nom de naissance, Wang Wenyuan 王文元, wáng wényuán est un militant politique chinois, né le 16 mars 1907 à Xiashi (zh), à Haining, dans la province du Zhejiang et mort le 30 décembre 2002 à Leeds, au Royaume-Uni.

## Biographie
Wang Fanxi est né à Xiashi où il reçoit une éducation traditionnelle. Jeune étudiant nationaliste, il se rapproche de Chen Duxiu et rejoint le Parti communiste chinois. En 1927, il est envoyé par le Parti communiste chinois à l'Université communiste des travailleurs d'Orient (KUTV), à Moscou. Il y rencontre l'Opposition de gauche, y devient « bolchévik-léniniste » et est expulsé du parti pour « trotskisme ».
Emprisonné de 1931 à 1937 dans les geôles du nationaliste du Kuomintang et futur dictateur de Taïwan, Tchang Kaï-chek, il en est libéré au moment où les armées impériales japonaises envahissent Nankin. Après la victoire de Mao, il s'exile de Chine en novembre 1949, d'abord pour Hong Kong, puis pour l'Europe où il finit ses jours au Royaume-Uni.